# Ramón Maruri
Ramón Maruri Villanueva (Pechón, Cantabria, 1949) es un historiador español especializado en Historia Moderna, investigador titular del  Instituto Universitario Feijoo de Estudios del Siglo XVIII (IFES XVIII) y académico correspondiente de la Real Academia de la Historia. Desde 1982 hasta su jubilación en 2019 ejerció de profesor en la Universidad de Cantabria, ostentando el cargo de catedrático desde 2018.

## Biografía
Tras estudiar la licenciatura y obtener el Premio Extraordinario de Licenciatura en 1982, se doctora en Filosofía y Letras, sección Historia, por la misma Universidad de Cantabria donde estudió, con la tesis titulada Santander a finales del Antiguo Régimen (1987). Este mismo año de 1987 es nombrado profesor titular de Historia Moderna, y posteriormente (2018) catedrático de la misma Universidad de Cantabria. 
Ha sido en esta universidad Vicedecano de la Facultad de Filosofía y Letras, Vicerrector de Extensión Universitaria y Relaciones Institucionales y Director del Servicio de Publicaciones, del Aula de Letras y del Área de Aulas de Extensión Universitaria entre 1993 y 2010. Su gestión al frente del Servicio de Publicaciones le valió ser nombrado en 2001 Socio de Honor de la Unión de Editoriales Universitarias Españolas. 
Seguidor de la Escuela de los Annales, sus investigaciones se orientan con preferencia hacia la historia social, cultural y de las mentalidades en la España del siglo XVIII y de la transición del Antiguo Régimen a la sociedad liberal. 
En el ámbito de la historia regional ha sido uno de los renovadores de los estudios modernistas sobre Cantabria, habiendo participado en varios proyectos de investigación y editoriales, por lo que en 1991 recibió el premio “Rumbo de Oro de las Letras de Cantabria”.
Desde 1993 viene formando parte de equipos de investigación interuniversitarios que le han llevado a estar presente en foros internacionales de Europa y América.
En 2009 fue nombrado vocal del Consejo Rector del Instituto Feijoo de Estudios del siglo XVIII de la Universidad de Oviedo, de cuya revista,  Cuadernos de Estudios del Siglo XVIII, es miembro del Consejo Científico. 
Ha participado en la redacción del volumen XXX de la Historia de España de Menéndez Pidal y en el Diccionario Biográfico Español, este último promovido por la Real Academia de la Historia.

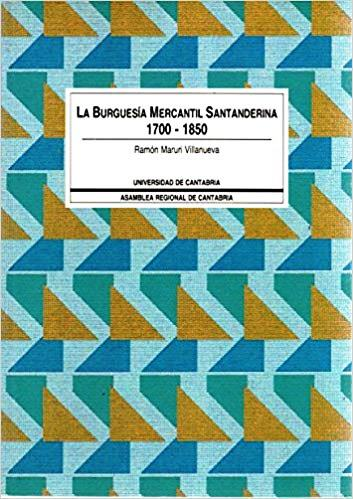
La burguesía mercantil santanderina (1700-1850)

## Obras

### Obra de investigación histórica
Es autor de los siguientes trabajos de investigaciones históricas:
- Ideología y comportamientos del obispo Menéndez de Luarca (1784-1819). Santander, Ayuntamiento de Santander, Librería Estudio 1984.
- La burguesía mercantil santanderina, 1700-1850. Cambio social y de mentalidad. Santander, Universidad de Cantabria, Asamblea Regional de Cantabria, 1990.
- La Iglesia en Cantabria. Santander, Obispado de Santander, 2000.
- José de Mazarrasa. Ideario apostólico. Santander, Universidad de Cantabria, 2004.
- Repintar los blasones. El I marqués de Casa Torre, un riojano en Indias (1682-1732). Logroño, Instituto de Estudios Riojanos, 2007.
- Temer, rogar y festejar. Revista La Ortiga nº 75-77. Santander, Editorial Límite, 2007.
- Seis estudios de Historia Social sobre la Cantabria Moderna. Revista La Ortiga nº 93-95. Santander, Editorial Límite, 2009.
- Ayparchontia y Cosmosia. Utopía y distopía en la España del siglo XVIII. Serra de Tramuntana-Mallorca, Calumnia, 2017 (en colaboración con Antonio Orihuela).

### Obra poética
Es autor de los poemarios: 
- Mínima poética (Los pliegos de La Ortiga. Santander, Editorial Límite, 2003).
- El ángel melancólico (Colección de libros de La Ortiga. Santander, Editorial Límite, 2003).
- La luz en ruinas (Cuadernos de poesía de La Ortiga. Santander, Editorial Límite, 2004).
- Fugaz tránsito (Málaga, Corona del Sur, 2016).

Como coautor y coantólogo, ha colaborado en diversos poemarios de poesía discursiva y experimental.